# Ruzhou
Ruzhou är en stad på häradsnivå som lyder under Pingdingshans stad på prefekturnivå i Henan-provinsen i centrala Kina. Den ligger omkring 100 kilometer sydväst om provinshuvudstaden Zhengzhou.